# Boutilimit
Boutilimit este un oraș în Mauritania.